# Ulrica Persson
Anna Ulrica Persson (* 7. März 1975 in Torsby) ist eine ehemalige schwedische Skilangläuferin.

## Werdegang
Persson, die für den Luleå Gjutarens IF, SK Bore und den Sunne SK startete, hatte im März 1999 in Falun ihr Debüt im Weltcup, das sie auf dem 47. Platz über 15 km klassisch beendete. Im folgenden Jahr wurde sie Vierte beim Wasalauf. In den Jahren 2001 und 2003 gewann sie diesen Lauf. Zudem siegte sie 2003 beim Tjejvasan. Sie errang damit in der Saison 2000/01 den vierten Platz und in der Saison 2002/03 den sechsten Platz in der Gesamtwertung des Marathoncups. Bei den Olympischen Winterspielen 2002 in Salt Lake City startete sie im Massenstartrennen über 30 km klassisch, welches sie aber vorzeitig beendete. Im Dezember 2002 holte sie in Ramsau am Dachstein mit dem 29. Platz im Skiathlon ihre ersten Weltcuppunkte. In der Saison 2003/04 wurde sie Zweite beim Isergebirgslauf und Fünfte beim König-Ludwig-Lauf und errang damit den achten Platz in der Gesamtwertung des Marathon-Cups. Im März 2005 lief sie beim Wasalauf auf den zweiten Platz. Im folgenden Jahr erreichte sie in Mora mit dem 24. Platz im 45-km-Massenstartrennen ihre beste Einzelplatzierung im Weltcup und absolvierte in Gällivare ihr insgesamt 19. und damit letztes Weltcupeinzelrennen, das sie auf dem 83. Platz über 10 km Freistil beendete.

## Siege bei Worldloppet-Cup-Rennen
Anmerkung: Vor der Saison 2015/16 hieß der Worldloppet Cup noch Marathon Cup.
| Nr. | Datum        | Ort        | Rennen   | Disziplin                   |
| --- | ------------ | ---------- | -------- | --------------------------- |
| 1.  | 4. März 2001 | Sälen–Mora | Wasalauf | 90 km klassisch Massenstart |
| 2.  | 2. März 2003 | Sälen–Mora | Wasalauf | 90 km klassisch Massenstart |

## Platzierungen im Weltcup

### Weltcup-Statistik
Die Tabelle zeigt die erreichten Platzierungen im Einzelnen.
- 1.–3. Platz: Anzahl der Podiumsplatzierungen
- Top 10: Anzahl der Platzierungen unter den ersten zehn
- Punkteränge: Anzahl der Platzierungen innerhalb der Punkteränge
- Starts: Anzahl gelaufener Rennen in der jeweiligen Disziplin
- Hinweis: Bei den Distanzrennen erfolgt die Einordnung gemäß FIS.

| Platzierung         | Distanzrennen a | Distanzrennen a | Distanzrennen a | Distanzrennen a | Distanzrennen a | Skiathlon Verfolgung | Sprint | Etappen- rennen b | Gesamt | Team c | Team c  |
| Platzierung         | ≤ 5 km          | ≤ 10 km         | ≤ 15 km         | ≤ 30 km         | > 30 km         | Skiathlon Verfolgung | Sprint | Etappen- rennen b | Gesamt | Sprint | Staffel |
| ------------------- | --------------- | --------------- | --------------- | --------------- | --------------- | -------------------- | ------ | ----------------- | ------ | ------ | ------- |
| 1. Platz            |                 |                 |                 |                 |                 |                      |        |                   |        |        |         |
| 2. Platz            |                 |                 |                 |                 |                 |                      |        |                   |        |        |         |
| 3. Platz            |                 |                 |                 |                 |                 |                      |        |                   |        |        |         |
| Top 10              |                 |                 |                 |                 |                 |                      |        |                   |        |        | 2       |
| Punkteränge         |                 |                 |                 |                 | 1               | 2                    |        |                   | 3      |        | 7       |
| Starts              | 4               | 8               | 2               |                 | 1               | 4                    |        |                   | 19     |        | 7       |
| Stand: Karriereende |                 |                 |                 |                 |                 |                      |        |                   |        |        |         |

### Weltcup-Gesamtplatzierungen
| Saison  | Gesamt | Gesamt | Distanz | Distanz |
| Saison  | Punkte | Platz  | Punkte  | Platz   |
| ------- | ------ | ------ | ------- | ------- |
| 2002/03 | 2      | 101.   | -       | -       |
| 2003/04 | 2      | 100.   | 2       | 80.     |
| 2004/05 | -      | -      | -       | -       |
| 2005/06 | 7      | 107.   | 7       | 76.     |